# دولار تجاري (عملة الولايات المتحدة)
الدولار التجاري للولايات المتحدة هو عملة دولارية سكتها دار سك العملة الأمريكية للتنافس مع العملات الفضية التجارية الكبيرة الأخرى التي كانت شائعة بالفعل في شرق آسيا. جاءت الفكرة لأول مرة في ستينيات القرن التاسع عشر، عندما بدأ سعر الفضة في الانخفاض بسبب زيادة التعدين في غرب الولايات المتحدة. عرض مشروع قانون ينص جزئيًا على إصدار الدولار التجاري على الكونجرس، وقد وافق ووقع عليه ليصبح قانونًا باسم قانون العملة لعام 1873. جعل القانون قيمة الدولار التجاري مناقصة قانونية تصل إلى خمسة دولارات. وأعيد النظر في عدد من التصميمات للدولار التجاري، واختير الوجه والعكس اللذين أنشأهما ويليام باربر، سكت الدولارات التجارية الأولى في عام 1873؛ وأرسل غالبيتها إلى الصين.
العملات المعدنية التجارية هي عملات معدنية تسكها الحكومة، ولكنها ليست بالضرورة عملة قانونية داخل أراضي الدولة المصدرة. وبالتالي فإن هذه العملات المعدنية شبه السبائك (في حالات نادرة، كانت عبارة عن قطع صغيرة) كانت في الواقع سلعًا للتصدير - أي سبائك على شكل عملات معدنية، تستخدم لشراء البضائع من بلدان أخرى.

## خلفية

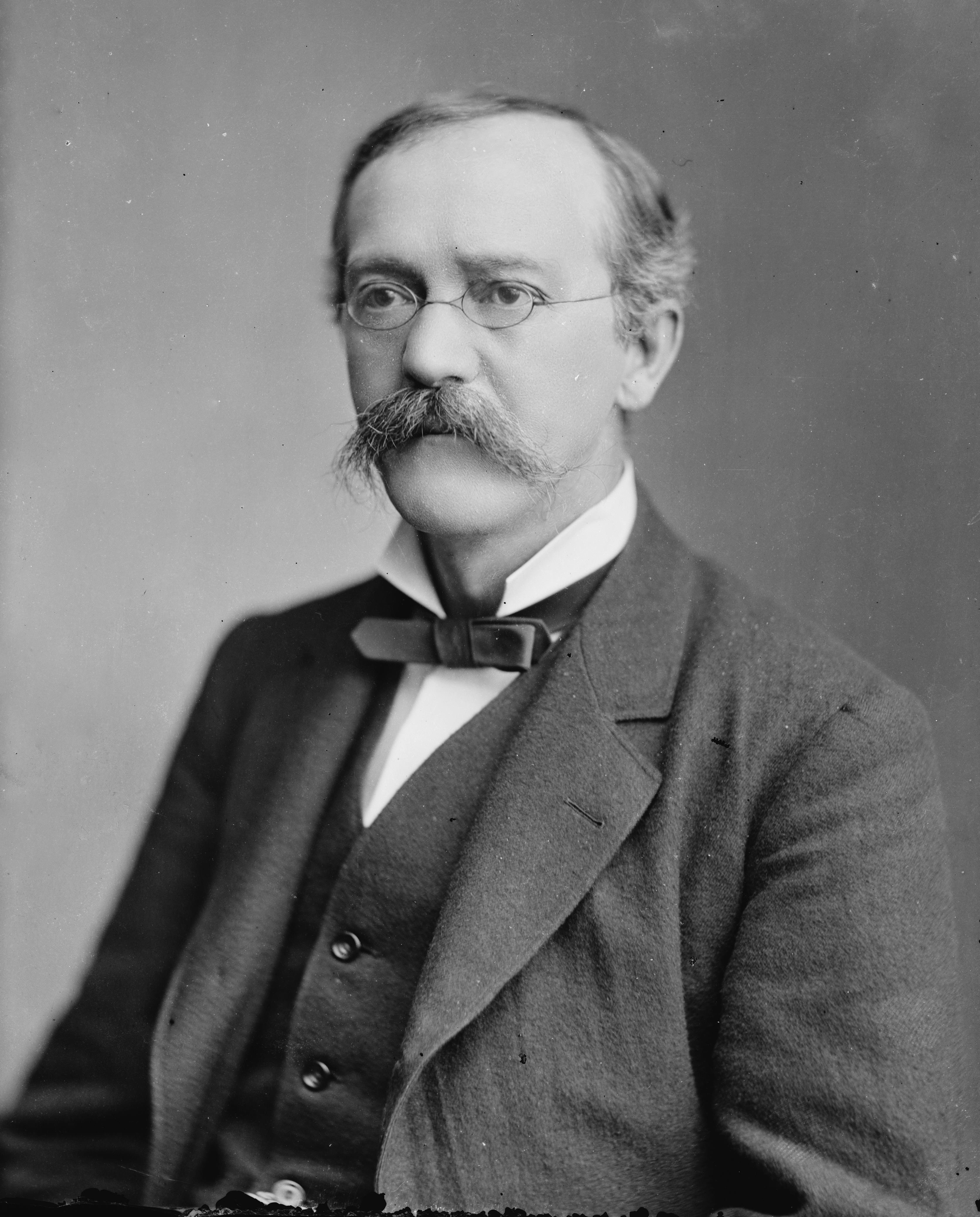
روج جون جاي نوكس لفكرة عملة الدولار للتنافس مع الدولار المكسيكي للاستخدام في شرق آسيا.

في أعقاب حمى الذهب في كاليفورنيا التي بدأت في عام 1849 وحمى الذهب الأسترالية التي بدأت في عام 1851، وضعت كمية أكبر من الذهب في التجارة مما يمكن استيعابه بسهولة عن طريق القنوات العادية. وأدى ذلك إلى انخفاض قيمة الذهب وزيادة القيمة النسبية للفضة. ونتيجة لذلك، اختفت العملات الفضية بسرعة من التداول إما بسبب الاكتناز أو الصهر. وردًا على ذلك، أذن الكونجرس لدار سك العملة بتخفيض كمية الفضة بجميع فئاتها باستثناء قطعة الثلاثة سنتات والدولار الفضي. ابتداءً من ستينيات القرن التاسع عشر، ارتفع إنتاج الفضة وانخفض سعرها. خلال تلك الفترة، حدث انخفاض ملحوظ في تداول العملات الفضية، التي استبدلت تدريجيا بالعملة النحاسية والورقية. أدى هذا التحول في تكوين العملة إلى انخفاض في توافر واستخدام العملات الفضية داخل النظام النقدي. وتنوعت الأسباب الكامنة وراء هذا التحول، وتأثرت بمجموعة من العوامل الاقتصادية والسياسية والاجتماعية. ونتيجة لذلك، اكتسبت العملة النحاسية والورقية مكانة بارزة كوسيلة أساسية للتبادل، مما يمثل تغييراً كبيراً في المشهد النقدي في ذلك الوقت.
في الصين، كان البيزو المكسيكي (خليفة الدولار الأسباني) ذا قيمة كبيرة في التجارة. ومع ذلك، كان الصينيون حساسين لأي تغييرات في تصميم العملة، وكانوا مترددين في قبول العملات المعدنية الأحدث بسبب تغيير طفيف في التصميم. والدولار الفضي الأمريكي 7.5 grain (0.49 غ) أخف من نظيره الإسباني، ولم تكن تحظى بشعبية في شرق آسيا بسبب وزنها الخفيف، مما اضطر التجار الأمريكيين إلى شراء القطع الإسبانية أو المكسيكية لاستخدامها في التجارة. ابتداءً من عام 1866، في عهد الإمبراطور ماكسيميليان، تغير التصميم لنقش صورة الإمبراطور؛ وتسبب هذا في عدم قبول العملات المعدنية على نطاق واسع في الصين.
أثناء إجراء تحقيق في دار سك العملة في سان فرانسيسكو، بدأ نائب مراقب العملة جون جاي نوكس مناقشة الوضع النقدي مع لويس غارنيت، وهو الرجل الذي عمل كأمين صندوق ومدقق في دار سك العملة في سان فرانسيسكو. أوصى غارنيت بأن تقوم الولايات المتحدة بسك دولار تجاري يتم تصديره إلى شرق آسيا للتنافس مع العملات الفضية التجارية للدول الأخرى والتي كانت شائعة بالفعل في تلك المنطقة. كان الأساس المنطقي الذي ساقه غارنيت هو أن غالبية العملات المعدنية سيتم تخزينها أو صهرها في آسيا ولن تسترد أبدًا، مما يسمح للحكومة بتحقيق ربح من رسوم سك العملات. خلال فترة وجوده في سان فرانسيسكو، ناقش نوكس أيضًا الدولار التجاري المقترح مع هنري ليندرمان، الذي كان يعمل وكيلًا خاصًا لوزارة الخزانة في ذلك الوقت. في عام 1870، كتب نوكس تقريرًا إلى وزارة الخزانة ومسودة مشروع قانون بشأن سك العملات. وافق على المشروع وزير الخزانة، جورج بوتويل. وبعد التعديل والمراجعة من المسؤولين الحكوميين آنذاك، عرض مشروع القانون على الكونجرس.

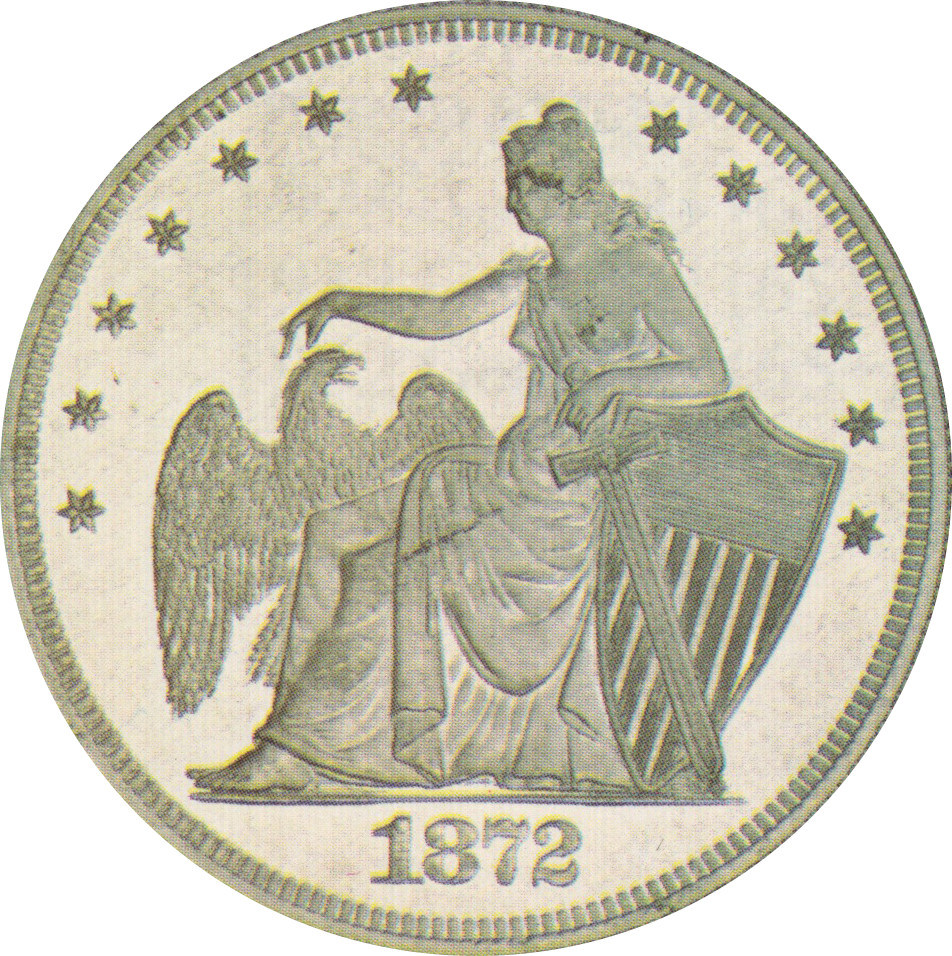
صممه رئيس دار سك العملة ويليام باربر، هذا التصميم "الأمازوني" الذي يُظهر كولومبيا مع نسر، رفضته سلطات دار سك العملة باعتباره عسكريًا للغاية.

في 19 نوفمبر 1872، بينما كان مشروع قانون العملة لا يزال معروضًا على الكونجرس، قدم ليندرمان تقريرًا إلى وزير الخزانة. وفي التقرير، قال ليندرمان إن العملة لا تحتاج إلى أن تتمتع بوضع قانوني، وأنها يمكن أن تكون ببساطة قطعة من الفضة مطبوع عليها وزنها ودقتها. وأشار إلى أن مثل هذا المنتج يمكن أن يحل محل الدولار المكسيكي ويحصل في النهاية على قسط بنسبة تتراوح بين ستة وثمانية بالمائة؛ في ذلك الوقت، كانت الفضة الأمريكية المصدرة إلى شرق آسيا تباع بخصم اثنين بالمائة. اقترح ليندرمان تسمية العملة بـ "الاتحاد الفضي" لتمييزها عن العملات المعدنية القياسية التي كانت قيد الإنتاج آنذاك.
وفي فبراير 1872، عُدل مشروع القانون من قبل لجنة بمجلس النواب ليشمل التصريح بدولار تجاري وزنه 420 grain (27 غ)؛ ولكن استبدل هذا الاقتراح بعد ثلاثة أشهر عندما صوت مجلس النواب لإدراج أحكام لإنتاج دولار فضي قياسي يزن 384 grain (24.9 غ). أثناء وجود ليندرمان في مجلس الشيوخ، عدل مشروع القانون مرة أخرى ليطلب من وزارة الخزانة سك دولار تجاري بقيمة 420 grain (27 غ). وتمت الموافقة على مشروع القانون المعدل، والذي أصبح يعرف باسم قانون العملة لعام 1873، في مجلسي النواب والشيوخ ووقعه الرئيس يوليسيس جرانت في 12 فبراير 1873.

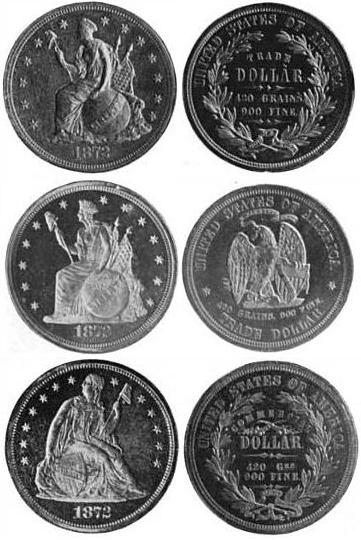
أنماط الدولار التجاري.

## فهرس
- Breen، Walter (1988). Walter Breen's Complete Encyclopedia of U.S. and Colonial Coins. New York: Doubleday. ISBN:0-385-14207-2.
- Evans، George G. (1887). Illustrated History of the United States Mint. Philadelphia: George G. Evans.
- Julian، R.W. (1993). Bowers، Q. David (المحرر). Silver Dollars & Trade Dollars of the United States. Wolfeboro, New Hampshire: Bowers and Merena Galleries. ISBN:0-943161-48-7.
- Lange، David W. (2006). History of the United States Mint and its Coinage. Atlanta, GA: Whitman Publishing. ISBN:0-7948-1972-9.
- Taxay، Don (1983) [1966]. The U.S. Mint and Coinage. New York: Sanford J. Durst Numismatic Publications. ISBN:0-915262-68-1.
- Vermeule، Cornelius (1971). Numismatic Art in America. Cambridge, MA: The Belknap Press of Harvard University Press. ISBN:0-674-62840-3.
- Yeoman، R.S. (2010). A Guide Book of United States Coins (ط. 63rd). Atlanta, GA: Whitman Publishing. ISBN:978-0-7948-2767-0.